# Gran Premio motociclistico d'Italia 2000
Il Gran Premio motociclistico d'Italia 2000 corso il 28 maggio, è stato il sesto Gran Premio della stagione 2000 del motomondiale e ha visto vincere: la Honda di Loris Capirossi nella classe 500, Shin'ya Nakano nella classe 250 e Roberto Locatelli nella classe 125.

## Classe 500
A due giri dal termine, il terzetto tutto italiano Capirossi-Rossi-Biaggi si gioca la prima posizione, con un enorme vantaggio sugli inseguitori: al penultimo passaggio però il "Dottore", poco dopo essere passato in testa, scivola al “Correntaio” e getta al vento l'opportunità di vincere (riuscirà però a riprendere in mano la moto e arrivare 12°); si scatena quindi una bagarre tra i due rivali superstiti, ma all'ultima tornata il "Corsaro" perde il controllo della sua Yamaha alla “Scarperia” e cade (riprenderà anche lui la gara e taglierà il traguardo al nono posto). Vince quindi Loris Capirossi: l'emiliano non trionfava nella classe regina dal Gran Premio d'Australia del 1996.

### Arrivati al traguardo

Il nordirlandese Jeremy McWilliams, su Aprilia RSW-2 500, esulta per il terzo posto nella gara della 500, suo primo podio nella classe regina

| Pos | Nº | Pilota                   | Squadra                    | Motocicletta | Giri | Tempo     | Griglia | Punti |
| --- | -- | ------------------------ | -------------------------- | ------------ | ---- | --------- | ------- | ----- |
| 1   | 65 | Loris Capirossi          | Emerson Honda Pons         | Honda        | 23   | 44:04.220 | 4       | 25    |
| 2   | 7  | Carlos Checa             | Marlboro Yamaha            | Yamaha       | 23   | +2.876    | 5       | 20    |
| 3   | 99 | Jeremy McWilliams        | Blu Aprilia                | Aprilia      | 23   | +8.041    | 11      | 16    |
| 4   | 9  | Nobuatsu Aoki            | Telefonica Movistar Suzuki | Suzuki       | 23   | +9.631    | 8       | 13    |
| 5   | 6  | Norick Abe               | Antena 3 Yamaha-d'Antin    | Yamaha       | 23   | +9.939    | 14      | 11    |
| 6   | 2  | Kenny Roberts Jr         | Telefonica Movistar Suzuki | Suzuki       | 23   | +10.127   | 6       | 10    |
| 7   | 55 | Régis Laconi             | Red Bull Yamaha WCM        | Yamaha       | 23   | +18.288   | 9       | 9     |
| 8   | 8  | Tadayuki Okada           | Repsol YPF Honda           | Honda        | 23   | +18.401   | 7       | 8     |
| 9   | 4  | Max Biaggi               | Marlboro Yamaha            | Yamaha       | 23   | +26.661   | 2       | 7     |
| 10  | 5  | Sete Gibernau            | Repsol YPF Honda           | Honda        | 23   | +27.668   | 15      | 6     |
| 11  | 17 | Jurgen van den Goorbergh | Rizla Honda                | TSR-Honda    | 23   | +28.147   | 17      | 5     |
| 12  | 46 | Valentino Rossi          | Nastro Azzurro Honda       | Honda        | 23   | +49.625   | 3       | 4     |
| 13  | 25 | José Luis Cardoso        | Maxon Dee Cee Jeans        | Honda        | 23   | +1:15.622 | 16      | 3     |
| 14  | 18 | Sébastien Le Grelle      | Tecmas Honda Elf           | Honda        | 22   | +1 giro   | 20      | 2     |
| 15  | 15 | Yoshiteru Konishi        | FCC TSR                    | TSR-Honda    | 22   | +1 giro   | 19      | 1     |

### Ritirati
| Nº | Pilota         | Squadra             | Motocicletta | Giri | Griglia |
| -- | -------------- | ------------------- | ------------ | ---- | ------- |
| 31 | Tetsuya Harada | Blu Aprilia         | Aprilia      | 21   | 10      |
| 24 | Garry McCoy    | Red Bull Yamaha WCM | Yamaha       | 18   | 13      |
| 10 | Alex Barros    | Emerson Honda Pons  | Honda        | 17   | 1       |
| 1  | Àlex Crivillé  | Repsol YPF Honda    | Honda        | 8    | 12      |
| 23 | Callum Ramsay  | Sabre Sport         | Honda        | 5    | 22      |
| 11 | David de Gea   | Proton TEAM KR      | Modenas KR3  | 2    | 18      |
| 43 | Paolo Tessari  | Team Paton          | Paton        | 1    | 21      |

## Classe 250
In questa classe solo 14 piloti sono giunti al traguardo così che il punto destinato al 15º arrivato non è stato assegnato.

### Arrivati al traguardo
| Pos | Nº | Pilota          | Squadra                    | Motocicletta | Giri | Tempo     | Griglia | Punti |
| --- | -- | --------------- | -------------------------- | ------------ | ---- | --------- | ------- | ----- |
| 1   | 56 | Shin'ya Nakano  | Chesterfield Yamaha Tech 3 | Yamaha       | 21   | 40:30.142 | 2       | 25    |
| 2   | 19 | Olivier Jacque  | Chesterfield Yamaha Tech 3 | Yamaha       | 21   | +0.786    | 3       | 20    |
| 3   | 74 | Daijirō Katō    | Axo Honda Gresini          | Honda        | 21   | +15.233   | 8       | 16    |
| 4   | 13 | Marco Melandri  | Blu Aprilia                | Aprilia      | 21   | +15.334   | 5       | 13    |
| 5   | 21 | Franco Battaini | Eurobet team Battaini      | Aprilia      | 21   | +34.753   | 9       | 11    |
| 6   | 4  | Tōru Ukawa      | Shell Advance Honda        | Honda        | 21   | +38.003   | 6       | 10    |
| 7   | 14 | Anthony West    | Shell Advance Honda        | Honda        | 21   | +1:01.597 | 23      | 9     |
| 8   | 8  | Naoki Matsudo   | Petronas Sprinta Team TVK  | Yamaha       | 21   | +1:01.839 | 13      | 8     |
| 9   | 10 | Fonsi Nieto     | Antena 3 Yamaha-d'Antin    | Yamaha       | 21   | +1:02.068 | 22      | 7     |
| 10  | 11 | Ivan Clementi   | Campetella Racing          | Aprilia      | 21   | +1:07.095 | 15      | 6     |
| 11  | 18 | Shahrol Yuzy    | Petronas Sprinta Team TVK  | Yamaha       | 21   | +1:17.005 | 18      | 5     |
| 12  | 23 | Julien Allemand | Yamaha Kurz Aral           | Yamaha       | 21   | +1:21.649 | 21      | 4     |
| 13  | 42 | David Checa     | Team Fomma                 | TSR-Honda    | 21   | +1:38.389 | 27      | 3     |
| 14  | 15 | Adrian Coates   | QUB Team Optimum           | Aprilia      | 20   | +1 giro   | 17      | 2     |

### Ritirati
| Nº | Pilota             | Squadra                   | Motocicletta | Giri | Griglia |
| -- | ------------------ | ------------------------- | ------------ | ---- | ------- |
| 37 | Luca Boscoscuro    | Diesel Vasco Rossi Racing | Aprilia      | 20   | 16      |
| 30 | Alex Debón         | CC Valencia Airtel Aspar  | Aprilia      | 18   | 11      |
| 34 | Marcellino Lucchi  | Aprilia Grand Prix Racing | Aprilia      | 11   | 1       |
| 9  | Sebastián Porto    | Edo Racing                | Yamaha       | 11   | 25      |
| 54 | David García       | PR2 - Circuito de Almería | Aprilia      | 7    | 24      |
| 26 | Klaus Nöhles       | Aprilia Germany           | Aprilia      | 4    | 7       |
| 24 | Jason Vincent      | Padgetts M/C Sales        | Aprilia      | 3    | 14      |
| 77 | Jamie Robinson     | QUB Team Optimum          | Aprilia      | 3    | 10      |
| 31 | Lucas Oliver Bultó | Antena 3 Yamaha-d'Antin   | Yamaha       | 3    | 26      |
| 6  | Ralf Waldmann      | Aprilia Germany           | Aprilia      | 2    | 4       |
| 16 | Johan Stigefelt    | Dee Cee Jeans Racing      | TSR-Honda    | 0    | 19      |
| 22 | Sébastien Gimbert  | Tino Villa Racing         | TSR-Honda    | 0    | 28      |
| 41 | Jarno Janssen      | Rizla Honda               | TSR-Honda    | 0    | 20      |
| 66 | Alex Hofmann       | Racing Factory            | Aprilia      | 0    | 12      |

### Non qualificato
| Nº | Pilota           | Moto      |
| -- | ---------------- | --------- |
| 25 | Vincent Philippe | TSR-Honda |

## Classe 125

### Arrivati al traguardo
| Pos | Nº | Pilota               | Squadra                     | Motocicletta | Giri | Tempo     | Griglia | Punti |
| --- | -- | -------------------- | --------------------------- | ------------ | ---- | --------- | ------- | ----- |
| 1   | 4  | Roberto Locatelli    | Diesel Vasco Rossi Racing   | Aprilia      | 20   | 40:36.753 | 1       | 25    |
| 2   | 32 | Mirko Giansanti      | Benetton Playlife           | Honda        | 20   | +6.212    | 13      | 20    |
| 3   | 3  | Masao Azuma          | Benetton Playlife           | Honda        | 20   | +6.258    | 12      | 16    |
| 4   | 17 | Steve Jenkner        | Pev Massivhaus ADAC Sac     | Honda        | 20   | +6.493    | 10      | 13    |
| 5   | 23 | Gino Borsoi          | LAE - UGT 3000              | Aprilia      | 20   | +6.494    | 5       | 11    |
| 6   | 5  | Noboru Ueda          | Givi Honda LCR              | Honda        | 20   | +6.821    | 6       | 10    |
| 7   | 1  | Emilio Alzamora      | Telefonica Movistar Team    | Honda        | 20   | +6.932    | 11      | 9     |
| 8   | 21 | Arnaud Vincent       | CC Valencia Airtel Aspar    | Aprilia      | 20   | +7.038    | 7       | 8     |
| 9   | 12 | Randy de Puniet      | Scrab Competition           | Aprilia      | 20   | +7.214    | 15      | 7     |
| 10  | 8  | Gianluigi Scalvini   | Bossini Fontana Racing      | Aprilia      | 20   | +20.644   | 3       | 6     |
| 11  | 22 | Pablo Nieto          | Derbi Racing                | Derbi        | 20   | +20.945   | 14      | 5     |
| 12  | 15 | Alex De Angelis      | Chupa Chups Matteoni Racing | Honda        | 20   | +38.950   | 20      | 4     |
| 13  | 26 | Ivan Goi             | Team Fomma                  | Honda        | 20   | +38.971   | 19      | 3     |
| 14  | 39 | Jaroslav Huleš       | PRD Italjet                 | Italjet      | 20   | +39.002   | 25      | 2     |
| 15  | 18 | Toni Elías           | Chupa Chups Matteoni Racing | Honda        | 20   | +40.284   | 23      | 1     |
| 16  | 29 | Ángel Nieto Jr       | Telefonica Movistar Team    | Honda        | 20   | +40.484   | 24      |       |
| 17  | 19 | Alessandro Brannetti | Antinucci Racing            | Honda        | 20   | +40.522   | 21      |       |
| 18  | 53 | William De Angelis   | Semprucci Biesse Aprilia    | Aprilia      | 20   | +40.757   | 16      |       |
| 19  | 35 | Reinhard Stolz       | R.S. ADAC - Esch Racing     | Honda        | 20   | +41.099   | 22      |       |
| 20  | 11 | Max Sabbatani        | Racing Service              | Honda        | 20   | +41.186   | 16      |       |
| 21  | 51 | Marco Petrini        | Semprucci Biesse Aprilia    | Aprilia      | 20   | +42.010   | 18      |       |
| 22  | 24 | Leon Haslam          | PRD Italjet                 | Italjet      | 20   | +1:16.769 | 27      |       |
| 23  | 10 | Adrián Araujo        | Antinucci Racing            | Honda        | 20   | +1:39.715 | 28      |       |
| 24  | 66 | Alex Baldolini       | Chupa-Cups Matteoni Racing  | Honda        | 19   | +1 giro   | 29      |       |

### Ritirati
| Nº | Pilota            | Squadra                   | Motocicletta | Giri | Griglia |
| -- | ----------------- | ------------------------- | ------------ | ---- | ------- |
| 9  | Lucio Cecchinello | Givi Honda LCR            | Honda        | 19   | 8       |
| 54 | Manuel Poggiali   | Derbi Racing              | Derbi        | 19   | 9       |
| 16 | Simone Sanna      | Diesel Vasco Rossi Racing | Aprilia      | 9    | 2       |
| 67 | Marco Tresoldi    | BNT Swiss                 | Honda        | 8    | 26      |
| 41 | Yōichi Ui         | Derbi Racing              | Derbi        | 4    | 4       |